# Chlorothalonil-R471811
Le Chlorothalonil-R471811 est un métabolite du chlorothalonil. C'est l'un des résidus de pesticides retrouvés le plus souvent comme contaminant de l'eau destinée à la consommation humaine,.
L'ANSES a cependant catégorisé ce métabolite comme non pertinent le 29 avril 2024.

## Valeur sanitaire maximale
L'ANSES avait fixé la valeur sanitaire maximale (Vmax) à 45 µg/L. Cette valeur correspond au seuil au-delà duquel on estime que la consommation pourrait représenter un risque pour la santé.
Classé non pertinent depuis avril 2024, ces valeurs ne s’appliquent plus. La valeur indicative fixée par l'ANSES pour les métabolites non pertinents (0,9 µg/L) s'applique donc pour celui-ci. Il est à noter qu'en cas de dépassement de cette valeur indicative, l’eau peut continuer à être consommée.

## Le travail de l'ANSES
L'ANSES est chargée de qualifier les métabolites en fonction des risques sanitaires qu'ils pourraient poser aux consommateurs. Pour ce faire, une classification se fait sur la base des connaissances scientifiques actuelles afin de les catégoriser en tant que métabolites pertinents ou non pertinents.
En l'absence d'une classification par l'ANSES, « un métabolite est considéré pertinent par défaut ».